# Yves Zimmermann
Yves Zimmermann (Basilea, Suïssa, 1937 - Barcelona, 4 de juliol de 2021) va ser un dissenyador gràfic establert a Barcelona des de 1961. Format en la prestigiosa Schule für Gestaltung de Basilea va pertànyer al moviment de disseny gràfic conegut com a Escola de Basilea. Va conrear els més diversos camps dins del disseny: identitat corporativa, "packaging" o disseny editorial. Juntament amb André Ricard va fundar en 1975 l'Estudio de Diseño Integral, i en 1989 l'estudi Zimmermann. Al 1995 se li concedeix el Premio Nacional de Diseño que atorga el Ministerio de Economía en reconeixement de les trajectòries professionals que han excel·lit en el camp del disseny o de la innovació.

## Biografia
Es va formar professionalment a l'Escola de Disseny de Basilea.
El 1957 va treballar en l'estudi del dissenyador Will Burtin, Visual Research and Design, i posteriorment en l'estudi de l'arquitecte Ulrich Franzen, tots dos a la ciutat de Nova York. Més tard va treballar a la Geigy Chemical Corporation de Mont-real i Nova York.
El 1961 va arribar a Barcelona, on s'establí definitivament, treballant durant els primers anys en qualitat de director d'art de Geigy SA; en la mateixa època s'incorporà com a professor de Disseny Gràfic a l'Escola Elisava, primera escola superior de disseny fundada a Espanya.
El 1966, juntament amb Luis Marquesán i Paco Casamajó, entre altres professionals, fundà Barcelona Grupo Publicitario, agència de comunicació i disseny. El 1968 fundà el seu primer estudi de disseny en solitari.

## Carrera
Durant 1970 - 1971 formà part com a vocal de la Junta de l'ADI-FAD; a més fou membre del comitè organitzador del Congrés ICSID (International Council of Industrial Design Societies) del 1971 a Eivissa.
Es va associar el 1975 amb André Ricard, dissenyador industrial, i crearen un nou estudi, Disseny Integra. En el mateix any proposà a Gustavo Gili l'edició de llibres sobre disseny, ja que no existia llavors cap bibliografia sobre temes relacionats amb aquesta professió. En aquesta col·lecció es van publicar llibres sobre cinema, disseny, arquitectura, semiòtica, estètica, art, comunicació visual, entre d'altres .
El 1979 Gustavo Gili posà en marxa la col·lecció GG Disseny, i proposà a Yves Zimmermann que se'n fes càrrec. Aquesta col·lecció de llibres imprescindibles segueix vigent avui en dia i es distribueix per tot el món hispanoparlant .
El 1978 va participar amb André Ricard en la creació d'ADP, l'Associació de Dissenyadors Professionals .
El 1988 Yves Zimmermann i Ana Alavedra constitueixen Zimmermann Associats, amb l'objectiu d'especialitzar-se en projectes d'imatge corporativa i packaging.
Entre 2008 i 2009, juntament amb André Ricard, va organitzar i gestionar sota els auspicis de l'ONG Design for the World, una col·laboració internacional per al disseny del pictograma que indica si cal empènyer o estirar una porta per obrir-la. Va ser responsable de la col·lecció de llibres Les Illes a l'editorial Ellago Ediciones.
Zimmermann Associats es dedica a les especialitats d'identitat corporativa, brand, print & editorial i packaging .
Ha estat professor de disseny a les escoles Elisava i Eina de Barcelona, i ha estat convidat com a conferenciant en diverses institucions, escoles i universitats de tot el món,
Va ser també membre del jurat d'avaluació de projectes de fi de carrera de disseny gràfic i industrial a l'Escola d'Arquitectura de Barcelona.
Entre els seus múltiples clients cal citar Aeroport de Barcelona, Airtel, Banc d'Espanya, Carolina Herrera, Círculo de Lectores, Victorio & Lucchino, entre molts altres. La seva obra està representada en la col·lecció de disseny gràfic del Museu del Disseny de Barcelona, on es conserva també el seu fons documental.

## Característiques del disseny
El seu treball es caracteritza per la gran adherència de la gràfica a la identitat del producte; i per la preocupació per dotar de sentit i vida pròpia a les peces gràfiques; el seu creatiu treball relaciona el signe amb el seu context d'ús, distanciant-se de la pura especulació retòrica o estilística. L'obra neix així més com a filla de la necessitat que com a criatura de l'art.
Ser creatiu en disseny gràfic és aconseguir que la innovació potenciï la comunicació en lloc d'obstruir-la. Si l'escola suïssa és present en Zimmermann segurament no ho és tant pel que fa al codi formal com pel mètode de treball.
Zimmermann Associats entén el disseny gràfic a través de la seva experiència professional com a tecnologia productiva de missatges gràfics, com a intervenció innovadora sobre el discurs, és a dir, com a creativitat, i com a procés de reproducció cultural en el terreny de la gràfica.

## Premis
Entre molts premis atorgats hi ha el Premi Nacional de Disseny (1995) de la Fundació BCD i el Ministeri d'Indústria i Energia. El projecte presentat per Zimmermann Associats el 1996 va ser finalista en el Concurs Internacional per al disseny dels nous bitllets de l'euro, convocat per l'European Monetary Institute, precursor del Banc Central Europeu. Premi Aster de Comunicació el 1999, i el Premi Daniel Gil de 2005, diploma concedit al disseny de l'Enciclopèdia La Salut dels Fills, del Círculo de Lectores. El 2016 va rebre el premi Laus d'honor, en reconeixement de la seva aportació i trajectòria professional, amb una nova metodologia i una nova mirada.